# Peter D. Robinson
Peter D. Robinson (* 22. Mai 1969 in Scunthorpe) ist Bischof der United Episcopal Church of North America und Rektor der St. Paul’s Anglican Church of Prescott, Arizona.

## Leben
Robinson war der Sohn von David Robinson (1944–2008) und Mary E. Robinson (geborene Harrison 1946-).  Er wuchs in Barton Waterside, Barton-on-Humber, Lincolnshire auf und besuchte die Castledyke Primary School und Baysgarth Comprehensive School. Er absolvierte das College of Ripon and York St John 1991 mit B.A.(Hons) Abschluss in Geschichte und Theologie der University of Leeds.
Nach einer kurzen Periode in der Church of England, trat er der Anglican Catholic Church (ACC) bei und besuchte das Holyrood Seminary 1993/4, wo er von David Gregson und John Charles, F.O.D.C., der spätere Primas der Anglican Catholic Church, unterrichtet wurde. Er wurde am 3. Juli 1994 zum Diakon geweiht durch Leslie Hamlett (Bischof der Missionary Diocese of England and Wales, ACC) und am 10. Dezember 1995 zum Priester durch John Whiting (Bischof von Silchester, Traditional Church of England). Nach einem kurzen Aufenthalt in der Free Church of England, diente er in der Church of Ireland (Traditional Rite) (1997–2000) und dann in der Anglican Church in America (2000–2007) bevor er der United Episcopal Church of North America (UECNA) im Oktober 2007 beitrat.
Er heiratete am 13. November 1999 Denise Krogh.
Robinson war Minister der Providence Chapel in Barton-on-Humber, Lincs (1995–1999), Interimrektor von St. Andrew in Los Alamitos (2000/2001) und Rektor der St. Paul’s Anglican Church in Prescott (seit 2002). Robinson diente auch als Examining Chaplain in der Diocese of the West der ACA von 2001 bis 2007, als Präsident der Diocesan Standing Committee von 2003 bis 2007 und als Gebietsdekan von Arizona von 2003 bis 2007. Er ist auch ein langjähriges Mitglied der Prayer Book Society und steuerte Beiträge für ihr Magazin „Mandate“ über die zwei früheren Bischöfe John Henry Hobart und Richard Channing Moore bei.
Robinson wurde am 29. Oktober 2008 auf der 9. Generalversammlung der UECNA in Coshocton zum Weihbischof gewählt. Seine Bischofsweihe fand am 10. Januar 2009 in der Trinity Lutheran Church in St. Louis durch den Presiding Bishop der UECNA Stephen C. Reber statt; Mitkonsekratoren waren Presley Hutchens der Anglican Catholic Church, Bischof von New Orleans und William Wiygul der Anglican Province of Christ the King, Bischof der Southeastern States.
Im November 2009 wurde er zum Bischof des Missionary District of the West. Er ist weiterhin Rektor der St. Paul’s Anglican Church. Er fungiert auch als Verbindungsstelle der UECNA in ihren Beziehungen mit der Anglican Catholic Church und der Anglican Province of Christ the King, mit denen seit 2008 eine volle Kirchengemeinschaft besteht.